# امتوم

تعديل مصدري - تعديل

امتوم هي إحدى قرى عزلة جيشان بمديرية جيشان التابعة لمحافظة أبين، بلغ تعداد سكانها 126 نسمة حسب تعداد اليمن لعام 2004.